# Consent
Consent és una obra de teatre de Nina Raine escrita el 2017. La seva producció d'estrena es va fer al National Theatre del 4 d'abril al 17 de maig de 2017. Aquesta representació va rebre crítiques positives. En la seva crítica de 5 estrelles de The Independent, Paul Taylor va afirmar "Una de les obres de teatre més divertides i intel·ligents de Nina Raine fins al moment. Es recomana sense reserves." En la seva crítica de 4 estrelles per a The Telegraph, Dominic Cavendish va descriure l'obra com una "tensa, entretinguda tragèdia-comèdia moderna ... Val la pena veure aquesta ambiciosa obra de teatre per avui? El meu veritable comentari: sí, absolutament."
La producció del 2017 es va recuperar per a una transferència del West End el maig del 2018 amb el mateix director (Roger Michell), però amb un repartiment en gran manera nou i es va presentar al Harold Pinter Theatre fins a l'11 d'agost.

## Repartiments a l'estrena
| Personatge    | 2017                | 2018                   |
| ------------- | ------------------- | ---------------------- |
| Rachel        | Priyanga Burford    | Sian Clifford          |
| Tim           | Pip Carter          | Lee Ingleby            |
| Edward        | Ben Chaplin         | Stephen Campbell Moore |
| Gayle / Laura | Heather Craney      | Heather Craney         |
| Zara          | Daisy Haggard       | Clare Foster           |
| Jake          | Adam James          | Adam James             |
| Kitty         | Anna Maxwell Martin | Claudie Blakley        |